# Drhovice
Drhovice (původně Druhovice, německy Drahowitz) jsou obec v okrese Tábor v Jihočeském kraji. Leží deset kilometrů západně od Tábora. Žije v ní 225 obyvatel.

## Historie
Oblast jižně od Drhovice byla osídlena již v době bronzové, kde bylo nalezeno mohylové pohřebiště. První písemná zmínka o Drhovicích pochází z roku 1219. Na listině krále Přemysla Otakara I. pro milevský klášter je jako svědek podepsán vladyka Volkmar z Druhovic. Obec byla majetkem rodu Vítkovců, kteří ji ve 14. století darovaly klášteru louňovickému a v roce 1420 připadla městu Tábor, ke kterému patřila po několik staletí. Po skončení třicetileté války byla obec téměř vylidněná a v roce 1665 je zde uváděno 46 obyvatel. V roce 1897 byl založen sbor dobrovolných hasičů, dodnes nejaktivnější spolek v obci. V padesátých letech 20. století se velmi významně změnil vzhled obce, kdy byl postaven vojenský areál.

## Současnost
Od prosince 1990 ji spravují sedmičlenné zastupitelstvo. V obci je 97 čísel popisných. Nachází se zde zrekonstruovaná hasičská zbrojnice, hasičská klubovna a je zde nově vybudované multifunkční sportovní hřiště. V obci působí dva spolky a to sbor dobrovolných hasičů a myslivecký spolek.

## Přírodní poměry
Obec se nachází v jižní části Středočeské pahorkatiny, Táborské pahorkatině. Katastrální území má rozlohu 426 hektarů. Protéká tudy Pilský potok.

## Obyvatelstvo
| Rok            | 1869 | 1880 | 1890 | 1900 | 1910 | 1921 | 1930 | 1950 | 1961 | 1970 | 1980 | 1991 | 2001 | 2011 | 2021 |
| -------------- | ---- | ---- | ---- | ---- | ---- | ---- | ---- | ---- | ---- | ---- | ---- | ---- | ---- | ---- | ---- |
| Počet obyvatel | 322  | 344  | 323  | 275  | 282  | 259  | 238  | 197  | 272  | 280  | 194  | 173  | 190  | 201  | 219  |
| Počet domů     | 37   | 41   | 42   | 42   | 42   | 41   | 41   | 41   | 53   | 55   | 52   | 63   | 67   | 80   | 85   |

## Obecní správa
Při sčítání lidu v letech 1850–1879 patřily Drhovice jako osada obce k Dražicím v okrese Tábor. V letech 1880–1960 byly obcí. V letech 1960–1990 patřily znovu jako část obce k Dražicím a od 24. listopadu 1990 jsou opět samostatnou obcí.

### Obecní symboly
Znak a vlajka byly obci uděleny rozhodnutím předsedy Poslanecké sněmovny Parlamentu České republiky dne 12. května 2016.

## Doprava
Obcí prochází silnice I/19 spojující Tábor s Rožmitálem pod Třemšínem směrem na Plzeň. 2,5 kilometru severně od Drhovice se nachází železniční stanice Padařov, na trati Tábor – Ražice. Stanice kvůli své vzdálenosti od obce nemá příliš velký význam pro její dopravní obslužnost.

## Pamětihodnosti
Nachází se zde kaple Jména Panny Marie, na které je umístěna pamětní deska děkana Františka Vošty, faráře v Opařanech a zdejšího rodáka, umučeného v roce 1942 v Dachau. Dále pomník obětem první světové války, kamenný kříž a pamětní kříž, který věnovali obci drhovičtí mládenci v roce 1878.

## Galerie

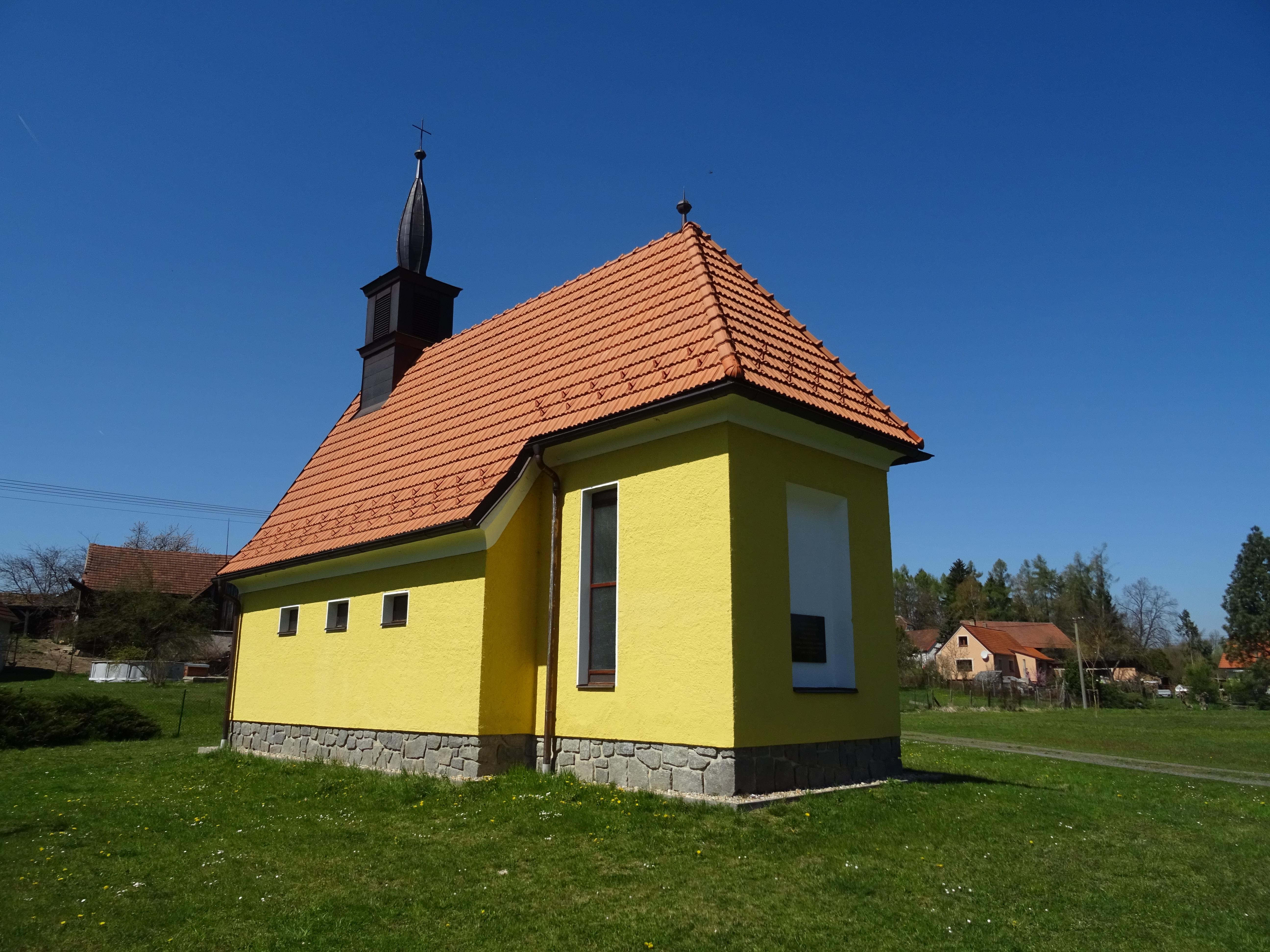
Kaplička Jména Panny Marie
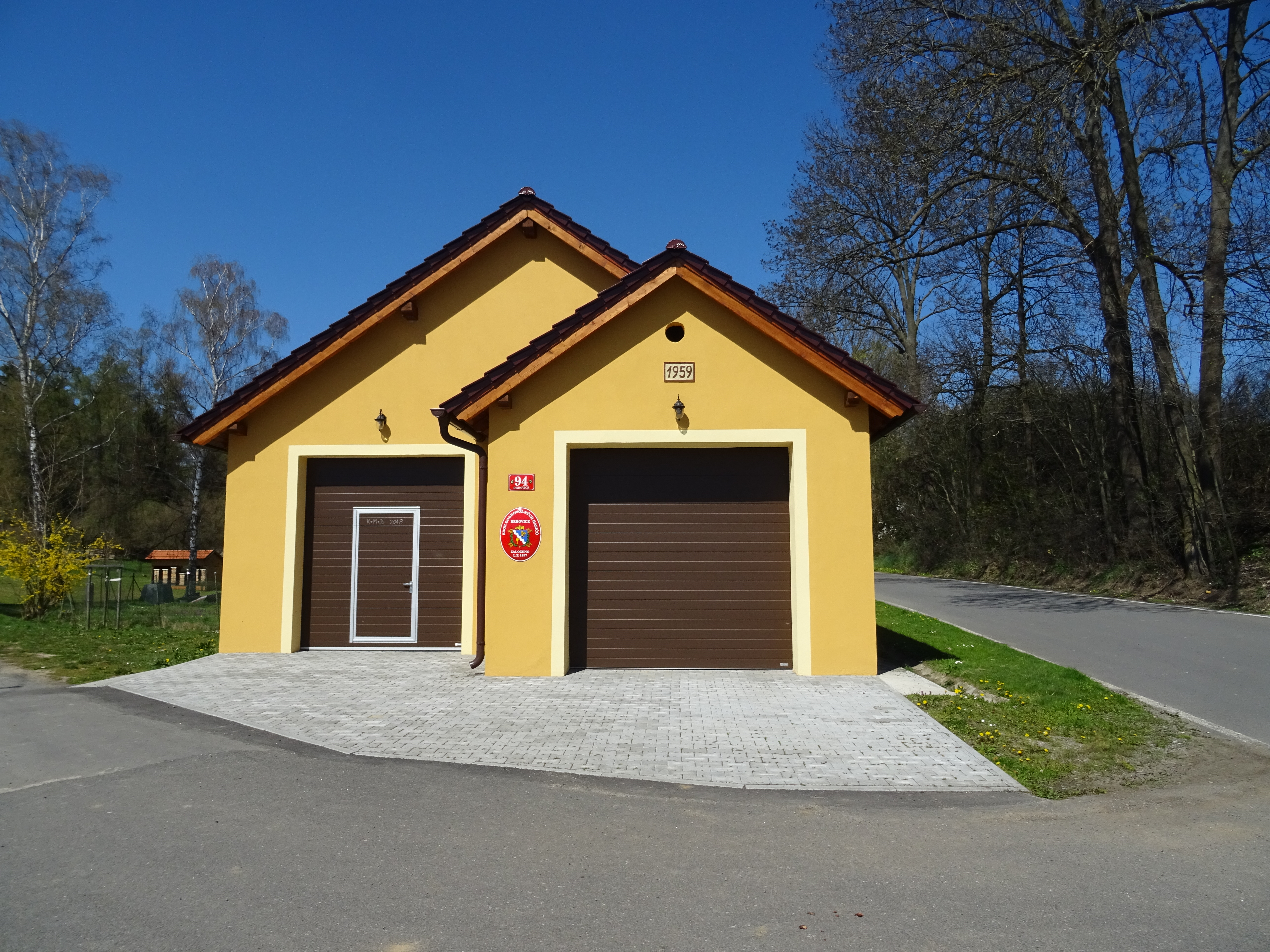
Hasičská zbrojnice
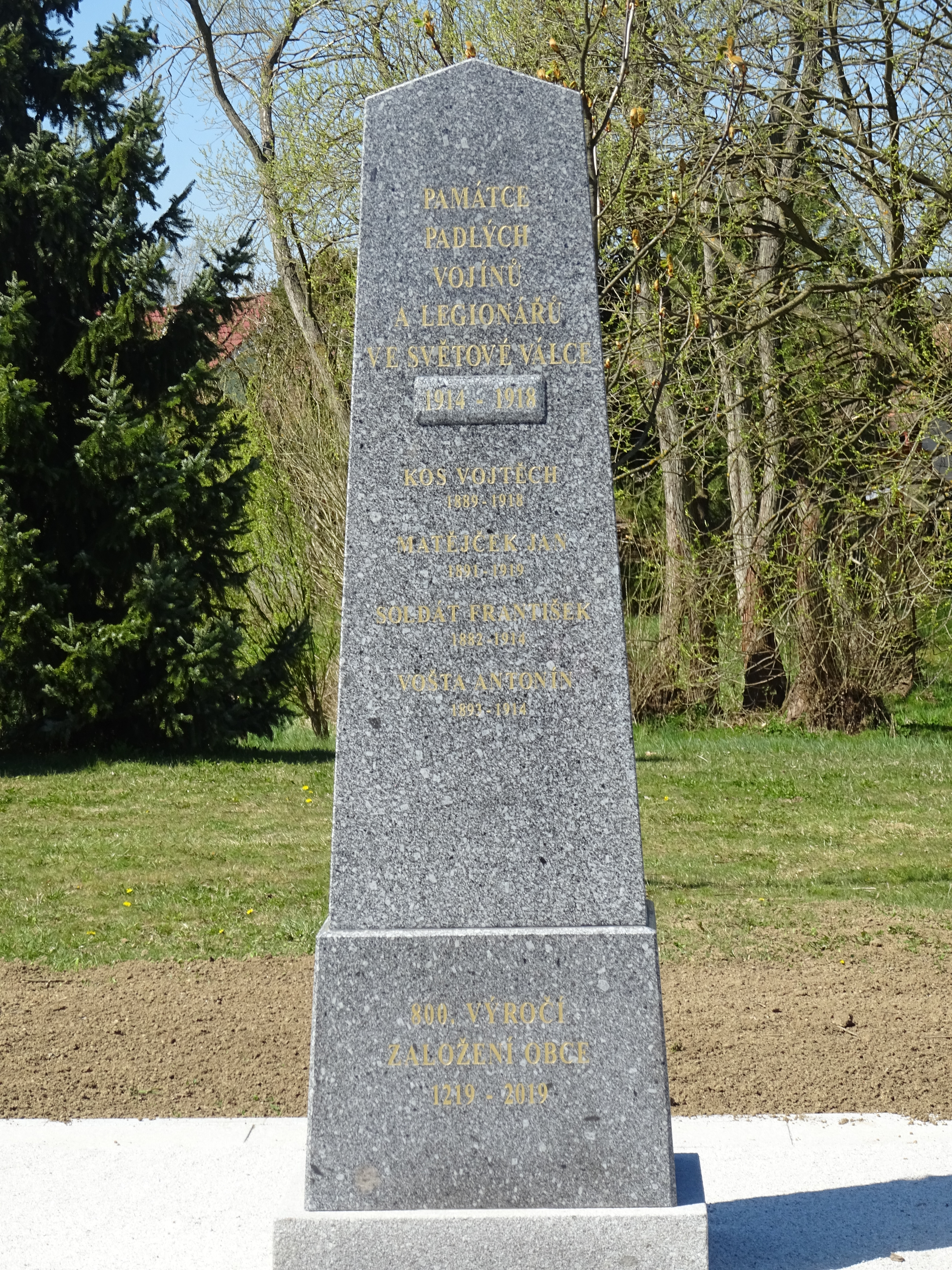
Pomník padlým v I. světové válce
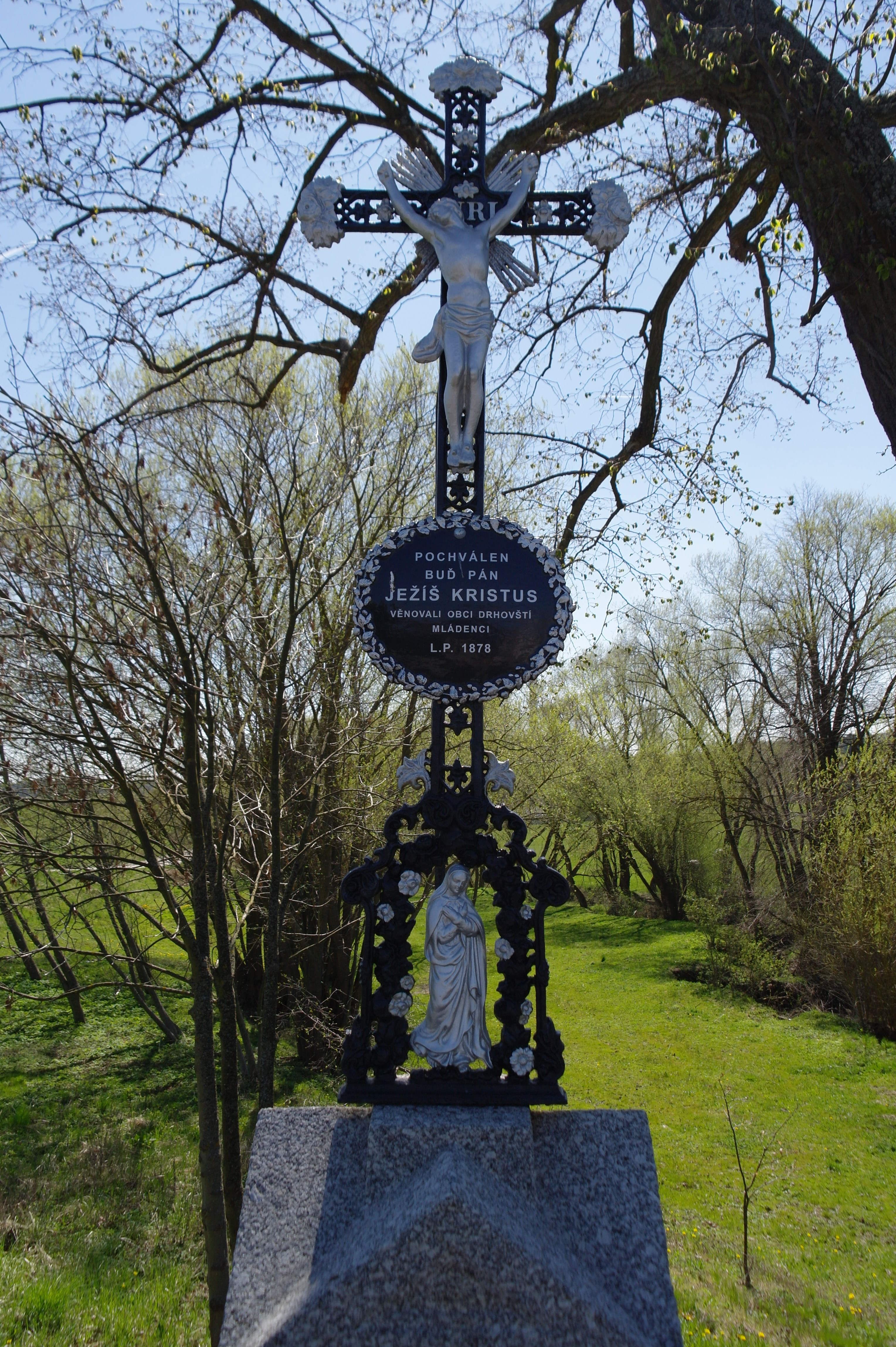
Kříž
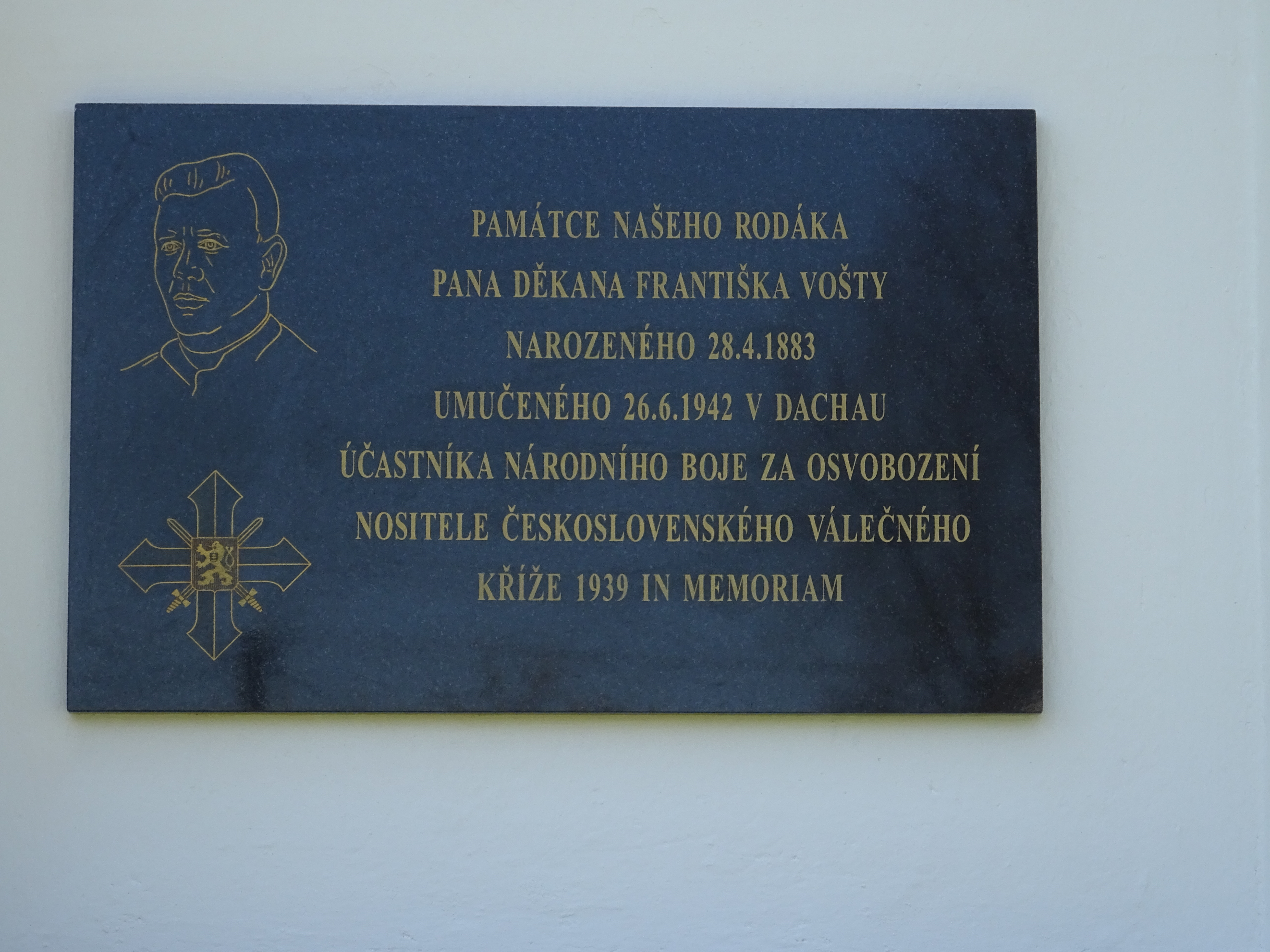
Pamětní deska F. Vošty